# Genzone
Genzone – miejscowość i gmina we Włoszech, w regionie Lombardia, w prowincji Pawia.
Według danych na rok 2004 gminę zamieszkiwało 345 osób, 115 os./km².
1 stycznia 2016 gmina została zlikwidowana.